# Синтетическая теория эволюции
Синтетическая теория эволюции (СТЭ), также современный эволюционный синтез (англ. modern synthesis; neo-Darwinian synthesis), — современная эволюционная теория, которая является синтезом различных дисциплин, прежде всего генетики и дарвинизма. Синтетическая теория эволюции также опирается на палеонтологию, систематику, молекулярную биологию и другие дисциплины.
Термин «синтетическая теория эволюции» восходит к книге Джулиана Хаксли «Evolution: The Modern Synthesis» (1942).

## Предпосылки к возникновению
Вскоре после возникновения теория естественного отбора подвергалась конструктивной критике со стороны её принципиальных противников, а некоторые её элементы — и со стороны её сторонников. Большинство контраргументов против дарвинизма за первую четверть века её существования было собрано в двухтомной монографии «Дарвинизм: Критическое исследование» русским философом и публицистом Н. Я. Данилевским. Нобелевский лауреат 1908 г. И. И. Мечников, соглашаясь с Дарвином по вопросу ведущей роли естественного отбора, не разделял дарвиновскую оценку важности перенаселения для эволюции. Сам основатель теории наибольшее значение придавал контраргументу английского инженера Ф. Дженкина, который с лёгкой руки Дарвина получил название «кошмар Дженкина».
В итоге в конце XIX — начале XX веков большинство биологов принимало концепцию эволюции, но мало кто считал, что естественный отбор является главной её движущей силой. Господствовать стали неоламаркизм, теория ортогенеза и комбинация менделевской генетики с мутационной теорией Коржинского — Де Фриза. Эту ситуацию английский биолог Джулиан Хаксли окрестил «затмением дарвинизма».
Несмотря на то, что открытая Менделем дискретность наследственности устранила существенные затруднения, связанные с «кошмаром Дженкина», многие генетики отвергали дарвиновскую теорию эволюции.

## Возникновение и развитие
Синтетическая теория в её нынешнем виде образовалась в результате переосмысления ряда положений классического дарвинизма с позиций генетики начала XX века. После переоткрытия законов Менделя (в 1901 г.), доказательства дискретной природы наследственности и особенно после создания теоретической популяционной генетики трудами Рональда Фишера, Джона Б. С. Холдейна-младшего и Сьюэлла Райта, учение Дарвина приобрело прочный генетический фундамент.
Статья С. С. Четверикова «О некоторых моментах эволюционного процесса с точки зрения современной генетики» (1926), по сути, стала ядром будущей синтетической теории эволюции и основой для дальнейшего синтеза дарвинизма и генетики. В этой статье Четвериков показал совместимость принципов генетики с теорией естественного отбора и заложил основы эволюционной генетики. Главная эволюционная публикация С. С. Четверикова была переведена на английский язык в лаборатории Дж. Холдейна, но никогда не была опубликована за рубежом. В работах Дж. Холдейна, Н. В. Тимофеева-Ресовского и Ф. Г. Добржанского идеи, выраженные С. С. Четвериковым, распространились на Запад, где почти одновременно Р. Фишер высказал очень сходные взгляды об эволюции доминантности.
Толчок к развитию синтетической теории дала гипотеза о рецессивности новых генов. Говоря языком генетики второй половины XX века, эта гипотеза предполагала, что в каждой воспроизводящейся группе организмов во время созревания гамет в результате ошибок при репликации ДНК постоянно возникают мутации — новые варианты генов.
Влияние генов на строение и функции организма плейотропно: каждый ген участвует в определении нескольких признаков. С другой стороны, каждый признак зависит от многих генов; генетики называют это явление генетической полимерией признаков. Фишер говорит о том, что плейотропия и полимерия отражают взаимодействие генов, благодаря которому внешнее проявление каждого гена зависит от его генетического окружения. Поэтому рекомбинация, порождая всё новые генные сочетания, в конце концов создает для данной мутации такое генное окружение, которое позволяет мутации проявиться в фенотипе особи-носителя. Так мутация попадает под действие естественного отбора, отбор уничтожает сочетания генов, затрудняющие жизнь и размножение организмов в данной среде, и сохраняет нейтральные и выгодные сочетания, которые подвергаются дальнейшему размножению, рекомбинации и тестированию отбором. Причем отбираются прежде всего такие генные комбинации, которые способствуют благоприятному и одновременно устойчивому фенотипическому выражению изначально мало заметных мутаций, за счет чего эти мутантные гены постепенно становятся доминантными. Эта идея нашла выражение в труде Р. Фишера The genetical theory of natural selection (1930). Таким образом, сущность синтетической теории составляет преимущественное размножение определённых генотипов и передача их потомкам. В вопросе об источнике генетического разнообразия синтетическая теория признает главную роль за рекомбинацией генов.
Считают, что эволюционный акт состоялся, когда отбор сохранил генное сочетание, нетипичное для предшествующей истории вида. В итоге для осуществления эволюции необходимо наличие трёх процессов:
1. мутационного, генерирующего новые варианты генов с малым фенотипическим выражением;
2. рекомбинационного, создающего новые фенотипы особей;
3. селекционного, определяющего соответствие этих фенотипов данным условиям обитания или произрастания.

Все сторонники синтетической теории признают участие в эволюции трёх перечисленных факторов.
Важной предпосылкой для возникновения новой теории эволюции явилась книга английского генетика, математика и биохимика Дж. Б. С. Холдейна-младшего, издавшего её в 1932 году под названием The Causes of Evolution. Холдейн, создавая генетику индивидуального развития, сразу же включил новую науку в решение проблем макроэволюции.
Крупные эволюционные новшества очень часто возникают на основе неотении (сохранение ювенильных признаков у взрослого организма). Неотенией Холдейн объяснял происхождение человека («голая обезьяна»), эволюцию таких крупных таксонов, как граптолиты и фораминиферы. В 1933 году учитель Четверикова Н. К. Кольцов показал, что неотения в животном царстве широко распространена и играет важную роль в прогрессивной эволюции. Она ведет к морфологическому упрощению, но при этом сохраняется богатство генотипа.
Практически во всех историко-научных моделях 1937 год был назван годом возникновения синтетической теории эволюции — в этом году появилась книга русско-американского генетика и энтомолога-систематика Ф. Г. Добржанского Genetics and the Origin of Species. Успех книги Добржанского определялся тем, что он был одновременно натуралистом и экспериментальным генетиком. «Двойная специализация Добржанского позволила ему первому перебросить твёрдый мост от лагеря экспериментальных биологов к лагерю натуралистов» (Э. Майр). Впервые было сформулировано важнейшее понятие об «изолирующих механизмах эволюции» — тех репродуктивных барьерах, которые отделяют генофонд одного вида от генофондов других видов. Добржанский ввёл в широкий научный оборот полузабытое уравнение Харди-Вайнберга. Он также внедрил в натуралистический материал «эффект С. Райта», полагая, что микрогеографические расы возникают под воздействием случайных изменений частот генов в малых изолятах, то есть адаптивно-нейтральным путём.
Среди создателей синтетической теории эволюции чаще всего называют имена Ф. Добржанского, Дж. Хаксли, Э. Майра, Б. Ренша, Дж. Стеббинса. Среди русских ученых, сделавших немалый вклад в развитие теории, можно выделить И. И. Шмальгаузена, Н. В. Тимофеева-Ресовского, Г. Ф. Гаузе, Н. П. Дубинина, А. Л. Тахтаджяна. Из британских ученых велика роль Дж. Б. С. Холдейна-младшего, Д. Лэка, К. Уоддингтона, Г. де-Бира. Немецкие историки среди активных создателей синтетической теории эволюции называют также имена Э. Баура, В. Циммермана, В. Людвига, Г. Хеберера и других.

## Основные положения, их историческое формирование и развитие
В 1930—1940-е годы быстро произошел широкий синтез генетики и дарвинизма. Генетические идеи проникли в систематику, палеонтологию, эмбриологию, биогеографию. Термин «современный» или «эволюционный синтез» происходит из названия книги Дж. Хаксли «Evolution: The Modern synthesis» (1942). Выражение «синтетическая теория эволюции» в точном приложении к данной теории впервые было использовано Дж. Симпсоном в 1949 году.
Авторы синтетической теории расходились во мнениях по ряду фундаментальных проблем и работали в разных областях биологии, но они были практически единодушны в трактовке следующих основных положений: 

- элементарной единицей эволюции считается локальная популяция;
- материалом для эволюции являются мутационная и рекомбинационная изменчивость;
- естественный отбор рассматривается как главная причина развития адаптаций, видообразования и происхождения надвидовых таксонов;
- дрейф генов и принцип основателя выступают причинами формирования нейтральных признаков;
- вид есть система популяций, репродуктивно изолированных от популяций других видов, и каждый вид экологически обособлен;
- видообразование заключается в возникновении генетических изолирующих механизмов и осуществляется преимущественно в условиях географической изоляции.

Таким образом, синтетическую теорию эволюции можно охарактеризовать как теорию органической эволюции путём естественного отбора признаков, детерминированных генетически.
Активность американских создателей синтетической теории эволюции была столь высока, что они быстро создали международное общество по изучению эволюции, которое в 1946 стало учредителем журнала «Evolution». Журнал «American Naturalist» вновь вернулся к публикации работ по эволюционной тематике, делая акцент на синтезе генетики, экспериментальной и полевой биологии. В результате многочисленных и самых разнообразных исследований основные положения синтетической теории эволюции прошли не только успешную проверку, но и видоизменялись, дополнялись новыми идеями.
В 1942 году немецко-американский орнитолог и зоогеограф Э. Майр издал книгу «Систематика и происхождение видов», в которой была последовательно развита концепция политипического вида и генетико-географическая модель видообразования. Майр предложил принцип основателя, который в окончательной форме был им сформулирован в 1954. Если дрейф генов, как правило, дает причинное объяснение формированию нейтральных признаков во временном измерении, то принцип основателя в пространственном.
После публикации трудов Добржанского и Майра систематики получили генетическое объяснение тому, в чём они давно уже были уверены: подвиды и близкородственные виды различаются в значительной степени по адаптивно-нейтральным признакам.
Ни один из трудов по синтетической теории эволюции не может сравниться с упомянутой книгой английского экспериментального биолога и натуралиста Дж. Хаксли «Evolution: The Modern synthesis» (1942 год). Труд Хаксли по объёму анализируемого материала и широте проблематики превосходит даже книгу самого Дарвина. Хаксли на протяжении многих лет держал в уме все направления в развитии эволюционной мысли, внимательно следил за развитием родственных наук и имел личный опыт генетика-экспериментатора. Видный историк биологии Провин так оценил труд Хаксли: «„Эволюция. Современный синтез“ была наиболее всесторонней по теме и документам, чем другие работы на эту тему. Книги Холдейна и Добржанского были написаны главным образом для генетиков, Майра для систематиков и Симпсона для палеонтологов. Книга Хаксли стала доминантной силой в эволюционном синтезе».
По объёму книга Хаксли не имела себе равных (645 страниц). Но самое интересное состоит в том, что все основные идеи, изложенные в книге, были очень ясно выписаны Хаксли на 20 страницах ещё в 1936, когда он послал в адрес Британской ассоциации содействия науки статью под названием «Natural selection and evolutionary progress». В этом аспекте ни одна из публикаций по эволюционной теории, вышедшая в 1930-40-х годах, не может сравниться со статьёй Хаксли. Хорошо чувствуя дух времени, Хаксли писал: «В настоящее время биология находится в фазе синтеза. До этого времени новые дисциплины работали в изоляции. Сейчас проявилась тенденция к унификации, которая является более плодотворной, чем старые односторонние взгляды на эволюцию» (1936). Ещё в трудах 1920-х годов Хаксли указывал на то, что наследование приобретённых признаков невозможно; естественный отбор действует как фактор эволюции и как фактор стабилизации популяций и видов (эволюционный стазис); естественный отбор действует на малые и крупные мутации; географическая изоляция — важнейшее условие видообразования. Кажущаяся цель в эволюции объясняется мутациями и естественным отбором.
Основные положения статьи Хаксли 1936 года можно очень кратко изложить в такой форме:
1. Мутации и естественный отбор — комплементарные процессы, которые по отдельности не способны создать направленные эволюционные изменения.
2. Отбор в природных популяциях чаще всего действует не на отдельные гены, а на комплексы генов. Мутации не могут быть полезными или вредными, но их селективная ценность варьирует в разных средах. Механизм действия отбора зависит от внешней и генотипической среды, а вектор его действия от фенотипического проявления мутаций.
3. Репродуктивная изоляция — главный критерий, свидетельствующий о завершении видообразования. Видообразование может быть непрерывным и линейным, непрерывным и дивергентным, резким и конвергентным.
4. Градуализм и панадаптационизм не являются универсальными характеристиками эволюционного процесса. Большинству наземных растений свойственна именно прерывистость и резкое образование новых видов. Широко распространённые виды эволюционируют градуально, а малые изоляты — прерывисто и не всегда адаптивно. В основе прерывистого видообразования лежат специфические генетические механизмы (гибридизация, полиплоидия, хромосомные аберрации). Виды и надвидовые таксоны, как правило, различаются по адаптивно-нейтральным признакам. Главные направления эволюционного процесса (прогресс, специализация) — компромисс между адаптивностью и нейтральностью.
5. В природных популяциях широко распространены потенциально преадаптивные мутации. Этот тип мутаций играет важнейшую роль в макроэволюции, особенно в периоды резких средовых перемен.
6. Концепция скоростей действия генов объясняет эволюционную роль гетерохроний и аллометрии. Синтез проблем генетики с концепцией рекапитуляции ведет к объяснению быстрой эволюции видов, находящихся в тупиках специализации. Через неотению происходит «омоложение» таксона, и он приобретает новые темпы эволюции. Анализ соотношения онто- и филогенеза дает возможность обнаружить эпигенетические механизмы направленности эволюции.
7. В процессе прогрессивной эволюции отбор действует в сторону улучшения организации. Главным результатом эволюции было появление человека. С возникновением человека большая биологическая эволюция перерастает в психосоциальную. Эволюционная теория входит в число наук, изучающих становление и развитие человеческого общества. Она создает фундамент для понимания природы человека и его будущего.

Широкий синтез данных сравнительной анатомии, эмбриологии, биогеографии, палеонтологии с принципами генетики был осуществлен в трудах И. И. Шмальгаузена (1939), А. Л. Тахтаджяна (1943), Дж. Симпсона (1944), Б. Ренша (1947). Из этих исследований выросла теория макроэволюции. Только книга Симпсона была опубликована на английском языке и в период широкой экспансии американской биологии, чаще всего она одна упоминается среди основополагающих трудов.
И. И. Шмальгаузен был учеником А. Н. Северцова, однако уже в 1920-е годы определился его самостоятельный путь. Он изучал количественные закономерности роста, генетику проявления признаков, саму генетику. Одним из первых Шмальгаузен осуществил синтез генетики и дарвинизма. Из огромного наследия И. И. Шмальгаузена особо выделяется его монография «Пути и закономерности эволюционного процесса» (1939). Впервые в истории науки он сформулировал принцип единства механизмов микро- и макроэволюции. Этот тезис не просто постулировался, а прямо следовал из его теории стабилизирующего отбора, который включает популяционно-генетические и макроэволюционные компоненты (автономизация онтогенеза) в ходе прогрессивной эволюции.
А. Л. Тахтаджян в монографической статье: «Соотношения онтогенеза и филогенеза у высших растений» (1943) не только активно включил ботанику в орбиту эволюционного синтеза, но фактически построил оригинальную онтогенетическую модель макроэволюции («мягкий сальтационизм»). Модель Тахтаджяна на ботаническом материале развивала многие замечательные идеи А. Н. Северцова, особенно теорию архаллаксисов (резкое, внезапное изменение органа на самых ранних стадиях его морфогенеза, приводящее к изменениям всего хода онтогенеза). Труднейшая проблема макроэволюции — разрывы между крупными таксонами, объяснялась Тахтаджяном ролью неотении в их происхождении. Неотения играла важную роль в происхождении многих высших таксономических групп, в том числе и цветковых. Травянистые растения произошли от древесных путём ярусной неотении.
Ещё в 1931 году С. Райтом была предложена концепция случайного дрейфа генов, которая говорит об абсолютно случайном формировании генофонда дема как малой выборки из генофонда всей популяции. Изначально дрейф генов оказался тем самым аргументом, которого очень долго не хватало для того, чтобы объяснить происхождение неадаптивных различий между таксонами. Поэтому идея дрейфа сразу стала близка широкому кругу биологов. Дж. Хаксли назвал дрейф «эффектом Райта» и считал его «наиболее важным из недавних таксономических открытий». Джордж Симпсон (1948) основал на дрейфе свою гипотезу квантовой эволюции, согласно которой популяция не может самостоятельно выйти из зоны притяжения адаптивного пика. Поэтому, чтобы попасть в неустойчивое промежуточное состояние, необходимо случайное, независящее от отбора генетическое событие — дрейф генов.
Однако вскоре энтузиазм по отношению к дрейфу генов ослаб. Причина интуитивно ясна: любое полностью случайное событие неповторимо и непроверяемо. Широкое цитирование работ С. Райта в современных эволюционных учебниках, излагающих исключительно синтетическую концепцию, нельзя объяснить иначе как стремлением осветить все разнообразие взглядов на эволюцию, игнорируя родство и различие между этими взглядами.
Экология популяций и сообществ вошла в эволюционную теорию благодаря синтезу закона Гаузе и генетико-географической модели видообразования. Репродуктивная изоляция была дополнена экологической нишей в качестве важнейшего критерия вида. При этом нишевый подход к виду и видообразованию оказался более общим, чем чисто генетический, так как он применим и к видам, не имеющим полового процесса.
Вхождение экологии в эволюционный синтез представляло собой заключительный этап формирования теории. С этого момента начался период использования синтетической теории эволюции в практике систематики, генетики, селекции, продолжавшийся до развития молекулярной биологии и биохимической генетики.
С развитием новейших наук синтетической теории эволюции начала вновь расширяться и модифицироваться. Быть может, важнейшим вкладом молекулярной генетики в теорию эволюции было разделение генов на регуляторные и структурные (модель Р. Бриттена и Э. Дэвидсона, 1971). Именно регуляторные гены контролируют возникновение репродуктивных изолирующих механизмов, которые изменяются независимо от энзимных генов и вызывают быстрые изменения (в масштабах геологического времени) на морфологическом и физиологическом уровнях.
Идея случайного изменения генных частот нашла применение в теории нейтральности (Мотоо Кимура, 1985), которая выходит далеко за рамки традиционной синтетической теории, будучи созданной на фундаменте не классической, а молекулярной генетики. Нейтрализм основан на совершенно естественном положении: далеко не все мутации (изменения нуклеотидного ряда ДНК) приводят к изменению последовательности аминокислот в соответствующей молекуле белка. Те замены аминокислот, которые состоялись, не обязательно вызывают изменение формы белковой молекулы, а когда такое изменение все же происходит, оно не обязательно изменяет характер активности белка. Следовательно, многие мутантные гены выполняют те же функции, что и нормальные гены, отчего отбор по отношению к ним ведет себя полностью нейтрально. По этой причине исчезновение и закрепление мутаций в генофонде зависят чисто от случая: большинство их пропадает вскоре после появления, меньшинство остается и может существовать довольно долго. В результате отбору, оценивающему фенотипы, «по существу безразлично, какие генетические механизмы определяют развитие данной формы и соответствующей функции, характер молекулярной эволюции совершенно отличен от характера фенотипической эволюции».
Последнее высказывание, отражающее суть нейтрализма, никак не согласуется с идеологией синтетической теории эволюции, восходящей к концепции зародышевой плазмы А. Вейсмана, с которой началось развитие корпускулярной теории наследственности. Согласно взглядам Вейсмана, все факторы развития и роста находятся в половых клетках; соответственно, чтобы изменить организм, необходимо и достаточно изменить зародышевую плазму, то есть гены. В итоге теория нейтральности наследует концепцию генетического дрейфа, порожденную неодарвинизмом, но впоследствии им оставленную.
Появились новейшие теоретические разработки, позволившие ещё больше приблизить синтетическую теорию эволюции к реально существующим фактам и явлениям, которые её первоначальная версия не могла объяснить. Достигнутые эволюционной биологией на настоящий момент рубежи отличаются от представленных ранее постулатов синтетической теории эволюции:
Постулат о популяции как наименьшей эволюционирующей единице остается в силе. Однако огромное количество организмов без полового процесса остается за рамками этого определения популяции, и в этом видится значительная неполнота синтетической теории эволюции.
Естественный отбор не является единственным двигателем эволюции.
Эволюция далеко не всегда носит дивергентный характер.
Эволюция не обязательно идет постепенно. Не исключено, что в отдельных случаях внезапный характер могут иметь и отдельные макроэволюционные события.
Макроэволюция может идти как через микроэволюции, так и своими путями.
Сознавая недостаточность репродуктивного критерия вида, биологи все ещё не могут предложить универсального определения вида как для форм с половым процессом, так и для агамных форм.
Случайный характер мутационной изменчивости не противоречит возможности существования определённой канализированности путей эволюции, возникающей как результат прошлой истории вида. Должна стать широко известной и теория номогенеза или эволюция на основе закономерностей, выдвинутая в 1922—1923 гг. Л.С. Бергом. Его дочь Р. Л. Берг рассмотрела проблему случайности и закономерности в эволюции и пришла к заключению, что «эволюция совершается по разрешенным путям».
Наряду с монофилией признается широкое распространение парафилии.
Реальностью является и некоторая степень предсказуемости, возможность прогнозирования общих направлений эволюции.
Уверенно можно сказать, что развитие синтетической теории эволюции будет продолжаться с появлением новых открытий в области эволюции.

## Критика
Синтетическая теория эволюции не вызывает сомнений у большинства биологов: считается, что процесс эволюции в целом удовлетворительно объясняется этой теорией.
В качестве одного из критикуемых общих положений синтетической теории эволюции можно привести её подход к объяснению вторичного сходства, то есть близких морфологических и функциональных признаков, которые не были унаследованы, а возникли независимо в филогенетически далеких ветвях эволюции организмов.
Согласно неодарвинизму, все признаки живых существ полностью определяются генотипом и характером отбора. Поэтому параллелизм (вторичное сходство родственных существ) объясняется тем, что организмы унаследовали большое количество одинаковых генов от своего недавнего предка, а происхождение конвергентных признаков целиком приписывается действию отбора. Вместе с тем, хорошо известно, что черты сходства, развивающиеся в достаточно удалённых линиях, часто бывают неадаптивны и поэтому не могут быть правдоподобно объяснены ни естественным отбором, ни общим наследованием. Независимое возникновение одинаковых генов и их сочетаний заведомо исключается, поскольку мутации и рекомбинация — случайные процессы.
В ответ на такую критику сторонники синтетической теории могут возразить, что представления С. С. Четверикова и Р. Фишера о полной случайности мутаций в настоящее время значительно пересмотрены. Мутации случайны лишь по отношению к среде обитания, но не к существующей организации генома. Сейчас представляется вполне естественным, что разные участки ДНК обладают различной устойчивостью; соответственно, одни мутации будут возникать чаще, другие — реже. Кроме того, набор нуклеотидов весьма ограничен. Следовательно, существует вероятность независимого (и притом вполне случайного, беспричинного) появления одинаковых мутаций (вплоть до синтеза далекими друг от друга видами одного и аналогичных белков, которые не могли достаться им от общего предка). Эти и другие факторы обуславливают значительную вторичную повторяемость в структуре ДНК и могут объяснять происхождение неадаптивного сходства с позиций неодарвинизма как случайного выбора из ограниченного числа возможностей.
Другой пример — критика синтетической теории эволюции сторонниками мутационной эволюции — связан с концепцией пунктуализма или «прерывистого равновесия». Пунктуализм основан на простом палеонтологическом наблюдении: продолжительность стазиса на несколько порядков превышает длительность перехода из одного фенотипического состояния в другое. Судя по имеющимся данным, это правило в общем справедливо для всей ископаемой истории многоклеточных животных и имеет достаточное количество подтверждений.
Авторы пунктуализма противопоставляют свой взгляд градуализму — представлению Дарвина о постепенной эволюции путём мелких изменений — и считают прерывистое равновесие поводом для отрицания всей синтетической теории. Столь радикальный подход вызвал дискуссию вокруг концепции прерывистого равновесия, длящуюся уже 30 лет. Большинство авторов сходится на том, что между понятиями «постепенная» и «прерывистая» имеется лишь количественная разница: длительный процесс предстает мгновенным событием будучи изображен на сжатой временной шкале. Поэтому пунктуализм и градуализм следует рассматривать как дополняющие друг друга понятия.  Сторонники синтетической теории справедливо отмечают, что прерывистое равновесие не создает для них дополнительных трудностей: длительный стазис можно объяснять действием стабилизирующего отбора (под действием стабильных, относительно неизменных условий существования), а быстрое изменение — теорией смещающегося равновесия С. Райта для малых популяций, при резких изменениях условий существования и/или в случае прохождения вида или какой-либо его изолированной части популяции - через бутылочное горлышко.